# Distrito de Bahraich
Bahraich (en hindi; बहराइच जिला) es un distrito de India en el estado de Uttar Pradesh. Código ISO: IN.UP.BH.
Comprende una superficie de 4 697 km².
El centro administrativo es la ciudad de Bahraich.

## Demografía
Según censo 2011 contaba con una población total de 3 458 257 habitantes.